# Филип II Савойски
Вижте пояснителната страница за други личности с името Филип Савойски.
Филип II Саво́йски, по-късно наречен Безземни (на италиански: Filippo II di Savoia, successivamente detto Filippo senza Terra, на френски: Philippe II de Savoie, dit Sans Terre; * 5 февруари 1438 или 15 ноември 1443, замъка на Шамбери, Кралство Франция; † 7 ноември 1497, пак там), е 7-и херцог на Савоя (1496 – 1497), граф на Брес (1465 – 1496), родоначалник на Савоя-Брес – кадетски клон на Савойската династия.
Той е и граф на Боже, Валбон и Монревел (от 26 февруари 1460), граф на Брес и господар на Бюже (от 1464), губернатор на Гийен и Лимузен (21 септември 1466), кавалер на Ордена на Златното руно (от 1468), губернатор на Бургундия (до 1471), генерален губернатор на Савойското херцогство (на 10 септември 1471, през 1476 и на 17 март 1482), кавалер на Ордена на Св. Михаил (от 1472), сенешал на Графство Тулуза (през 1472), принц на Пиемонт, принц и постоянен викарий на Свещената Римска империя, върховен принц на Херцогство Аоста, херцог на Аоста, маркграф на Ивреа, маркграф на Суза, маркграф на Жекс, маркграф на Италия, граф на Ница, граф на Мориен, граф на Женева, граф на Шабле и граф на Ромон, барон на Фосини, барон на Во, господар на Пинероло и Верчели, титулярен крал на Йерусалим, Кипър и Армения, венециански патриций (от 1496).

## Произход
Филип е 7-и син на Лудвиг Савойски (* 1413, † 1465), 2-ри херцог на Савоя, и на съпругата му Анна дьо Лузинян (* 1419, † 1462). Негови дядо и баба по бащина линия са Амадей VIII, 1-ви херцог на Савоя, и Мария Бургундска, дъщеря на херцог Филип II от Бургундия, а по майчина – Янус дьо Лузинян, крал на Кипър, и Шарлота дьо Бурбон. Има десет братя и осем сестри:
- Амадей IX Блажени (* 1435 † 1472), 3-ти херцог на Савоя, принц на Пиемонт, граф на Аоста и Мориен, съпруг на Йоланда дьо Валоа, дъщеря на краля на Франция Шарл VII
- Мария (* 1436, † 1437)
- Жан († 1440)
- Лудвиг (* 1437, † 1482), граф на Женева, крал на Кипър като съпруг на Шарлота дьо Лузинян, дъщеря на краля на Кипър Жан II, и съпруг на Анабела Шотландска, дъщеря на краля на Шотландия Джеймс I
- Маргарита (* 1439, † 1485), маркграфиня на Монферат като съпруга на Джовани IV, и графиня на Сен Пол и на Соасон като съпруга на Пиер II Люксембургски
- Жан (* 1440, † 1491), граф на Женева, граф на Фосини, губернатор на Ница, съпруг на Елена Люксембургска и на Магдалена Бретанска
- Шарлота (* 1441, † 1483), кралица на Франция като съпруга на Луи XI, майка на краля на Франция Шарл VIII и на принцеса Ан дьо Божо
- Аймон (* 1442, † 1443)
- Жак (* 1444, † 1445)
- Агнес (* 1445, † 1508), съпруга на Франсоа I Орлеански-Лонгвил
- Петър (* 1446, † 1458), абат на базиликата „Сант Андреа“ във Верчели, епископ на Женева, архиепископ на Тарантез
- Йохан Лудвиг (Жан-Луи) (* 1447, † 1482), църковно лице, администратор на Женевската епархия и администратор на Тарантез
- Мария (* 1448, † 1475), графиня на Сен Пол и Лини като съпруга на конетабъла Лудвиг Люксембургски-Сен-Пол
- Бона (* 1449, † 1503), херцогиня на Милано като съпруга на Галеацо Мария Сфорца
- Жак (* 1450, † 1486), господар на Во, съпруг на племенницата си Мария Люксембургска-Сен-Пол
- Анна (*/† 1452)
- Франц (* 1454, † 1490), архиепископ на О и администратор на Женевската митрополия
- Йоанна (* ок. 1456).

Има и няколко природени братя и сестри от извънбрачни връзки на баща си.

## Биография

### Младежки години и затворничество
В младежките си години Филип е обучаван от един от най-известните хуманисти на Пиемонт – Андреа Роланди, от когото научава латински език.
От 1458 до 1460 г. живее в двора на краля на Франция Шарл VII в Тур. По-късно се завръща в Савоя, където, освен че получава пенсия от Църквата на Тарантез, е и губернатор на Верчели с годишна заплата от 2000 флорина.
Понеже е 7-ият син на херцога на Савоя, Филип не може да претендира за титлата на херцог на Савоя. Неговият наследствен дял е Брес – малка провинция на границата с Франция и Бургундия, който обаче получава едва през 1460 г. За Брес претендират и французите, и Савойците. Нямайки възможност да го защитава, той се съгласява да я замени за друга провинция на територията на Пиемонт. След загубата на Брес Филип получава прозвището „Безземни“. Псевдонимът му е даден от историка Пиньон около век след смъртта му, тъй като до късна старост не му е отредена земя като апанаж.
През 1460 г. в Киери, в присъствието на висши сановници, са му дадени земите на Бажè, Валбон и Рьовермон, които, издигнати в графство, са част от Сеньория Брес.
През август 1461 г. Филип като представител на баща си, присъства на коронацията в Реймс на своя девер Луи XI (женен за сестра му Карлота) за крал на Франция и остава в неговия двор. Междувременно кралят, който е успял да наложи своеобразен протекторат над Савойското херцогство, желае да го контролира все повече и назначава за управител канцлера Джакомо ди Валперга.
В началото на 1462 г. Луи XI поверява на Филип командването на сто копиеносеца, които да заведе в Асти за подготовката на поход за окупирането на Генуа. В Асти обаче Филип се споразумява с няколко барона, които с подкрепата на бившия канцлер Антонио ди Романяно и на миланския херцог Франческо Сфорца се опитват да ликвидират френското влияние над Савойското херцогство, да го освободят от силната власт на Валперга и от силното влияние на кипърските царедворци, покровителствани от майка му – херцогиня Анна дьо Лузинян. С шепа въоръжени мъже Филип прекосява Алпите и отива в резиденцията на баща си Лудвиг Савойски в замъка в Тонон, където убива маршал Варакс, залавя канцлера Джакомо ди Валперга, когото чрез изтезания кара да си признае за магьосничество и го оставя да потъне завързан на лодка в Женевското езеро. Опитва се да убеди баща си, ужасен от делата му, че е действал в негов интерес със съгласието на краля на Франция. След първоначален отказ херцогът, благодарение и на застъпничеството на болната си съпруга, се съгласява да прости на непокорния си син и да отстрани кипърците от двора.
Поведението на Филип силно раздразва крал Луи XI. Филип не може вече да разчита на съюзниците си от Швейцарската конфедерация, подставени под икономически натиск от краля, нито на Франческо I Сфорца, комуто краля дава Савона и Генуа. Докато е на път за Орлеан, на 12 април 1464 г. по заповед на краля Филип е пленен във Виерзон и по-късно е затворен в Замъка Лош. Той остава там почти две години и по това време пише стихове за затворничеството си, в които изразява политическите си намерения: да придаде достойнство на народа предвид значението му за щастието на държавата, да накара да възтържествува справедливостта, да се пази от Франция, желаеща да стане „Савойска господарка“.

### Граф на Брес и кандидат регент на Савойското херцогство
През 1466 г. Филип е освободен заради добро поведение. Той е приет с големи почести във френския кралски двор и е възнаграден с голяма годишна пенсия и с командване на рота копиеносци. Неговият брат – херцогът на Савоя Амадей IX му дава официално Сеньория Брес според бащиното им завещание, а кралят на Франция го назначава за кралски губернатор на Херцогство Бордо, Лимузен, Перигор, Карси, на част от Турен и Арманяк, което му осигурява големи приходи.
След смъртта на Франческо I Сфорца (1466) враждата между Миланското и Савойското херцогства се възобновява. Савойската херцогиня Йоланда дьо Валоа, след неуспешен опит да привлече брат си Луи XI към каузата, се обръща към бургундския херцог и така се създава савойско-бургундски съюз с антифренски и антинасилнически характер. Филип одобрява това и през септември 1467 г. начело на савойските военни части окупира Романяно Сезия, докато миланският херцог Галеацо Мария Сфорца окупира района на Верчели. На 14 ноември 1467 г. Филип, от името на брат си Амадей IX Савойски, подписва със Сфорца Мирния договор от Геме, с който се слага край на военните действия.
Филип се сближава с херцога на Бургундия Шарл Дръзки, който през пролетта на 1468 г. го прави кавалер на Ордена на Златното руно и генерален губернатор на Бургундия. Филип се надява да разшири територията на Савойското херцогство за сметка на съюзника на френския крал – херцог Джан Галеацо Мария Сфорца. През есента на 1468 г. Филип и военният му контингент помагат на Шарл Дръзки да плени френския крал Луи XI. Впоследствие обаче кралят и Шарл Дръзки се споразумяват, а Филип разочарован се връща в Графство Брес.
Междувременно отношенията с балдъзата му Йоланда дьо Валоа се влошават, понеже тя, освен че го отдалечава от управлението на Савойското херцогство, се сближава и с Краля на Франция. През 1470 г., докато Йоланда е на път от Монмелиан за Шамбери, двамата се срещат, за да изгладят отношенията си, но Йоланда бяга в Гренобъл, поисквайки защита от френския крал и така оставя мъжа си Амадей IX Савойски в ръцете на Филип. Настава тежка политическа криза, в която в херцогството има две управления – едното начело с Йоланда, и другото начело с Филип. Луи XI, подозиращ за тайните ѝ контакти с бургундците, решава да действа като посредник между нея и Филип, като в преговорите участват и Херцогът на Милано и Швейцарската конфедерация. Вследствие на помирението Йоланда дьо Валоа се завръща в Шамбери през август 1471 г., след което се мести във Верчели. Филип освен с нея се сдобрява и с краля на Франция и прекъсва всякакви контакти с Бургундския херцог Шарл Дръзки.
Почти една година по-късно съпругът на Йоланда Амадей IX Савойски умира и тя става регентка на херцогството от името на 7-годишния им син Филиберт I. Филип дълги години оспорва регентството ѝ и с подкрепата на френския крал се опитва да ѝ отнеме властта.
Едва през 1476 г. кралят назначава Филип за губернатор на Пиемонт и Ница, а брат му Йоан Лудвиг – за губернатор на Савоя и на Вале д'Аоста. Той нарежда да арестуват херцогиня Йоланда и да я затворят в замъка Рувър. Филип отива в Торино и поема управлението на херцогството, което разтревожва Миланския херцог. Той нахлува в Пиемонт и заплашва Верчели, но е принуден да се оттегли след ултиматум на краля на Франция.
Филип отново се сближава с краля, и след като арестува Генералния губернатор Л. де Сесел – граф на Ла Шамбър, е назначен за губернатор на Савоя на 17 март 1481 г., а брат му Йоан Лудвиг – за губернатор на Пиемонт, с което двамата застават начело на Савойската държава.
След смъртта на херцогиня Йоланда на 28 август 1478 г. Филип съзира отново възможността да бъде назначен за регент на херцог Филиберт I Савойски, но е възпрепятстван от самия крал на Франция, който вече е назначил за регент Филибер дьо Ла Гроле и е враждебно настроен към Филип заради многобройните му интриги.
На 22 април 1482 г. наследникът на херцогството Филиберт I умира и престолът е зает от брат му Карл I, а Филип е препотвърден като губернатор. Когато брат му Йохан умира през юли, Филип се надява да стане губернатор на цялото херцогство, но брат му Карл I го кара да изостави длъжността си на губернатор и да се върне в Графство Брес. Филип отказва да му окаже лично феодална почит и праща свои представители, приети от Карл I, само за да се избегне семейната война.
Филип присъства на погребението на краля на Франция Луи XI през април 1483 г. и на последвалата коронация на новия крал Шарл VIII. В присъствието на сестрата на краля и негова регентка Ан дьо Божо и на представител на Графа на Фландрия той получава годишна пенсия от 10 хил. лири, превръщайки се в един от най-високопоставените придворни. В замяна на подкрепата, предлагана на суверена, по-късно Филип е назначен за Кралски губернатор с достатъчно правомощия и с месечна заплата от 1000 лири. Той има също и задачата да успокои разбунтувалата се Южна Франция, назначен е на длъжността „управител на Дофине“ и му е дадено Синьория Кот дьо Сент Андре.
След смъртта на Карл I през март 1490 г. неговата вдовица Бианка Монфератска става регентка на няколкомесечния им син Карл Йохан Амадей. Филип отново губи възможност да бъде начело на Савойското херцогство, но в даден момент херцогинята го назначава за негов Генерален губернатор.
По време на Първата италианска война от 1994 – 1995 г. Филип придружава краля на Франция Шарл VIII през септември 1494 г. в похода му срещу Неаполитанското кралство и след отстъплението на французите защитава Новара срещу миланската армия на Лудовико Сфорца. В хода на тази кампания той е изпратен в Рим на мисия при папа Александър VI, за да осигури преминаването на френските армии през територията на Светия престол.
След този поход Филип става верен приятел на херцогиня Бианка Монфератска, на която оказва ценна помощ при потушаването на бунтовете, инициирани в Савоя от граф дьо Ла Шамбър. Синът ѝ Карл Йохан Амадей умира неочаквано на 16 април 1496 г. на 6-годишна възраст. На 5 май 1496 г. херцогинята Бианка най-накрая предлага на Филип херцогската корона, към която той се стреми цял живот.

### Херцог на Савоя
С неочакваната смърт на малкия му племенник Карл II Савойски през 1496 г. династичната линия на херцог Амадей IX Савойски (т. нар. „Първи херцогски клон“) изчезва, затова тронът е наследен от Филип като негов брат на Амадей IX и най-старши сред останалите живи наследници на титлата. Той е родоначалник на втория херцогски клон на Савоя – Клона Брес.
Когато става херцог, при Филип II в Торино са изпратени множество посланици – на Венеция (Марин Санудо), Флоренция, Ферара, Милано (посланик от рода Висконти), Монферат, Берн, Фрайбург и Испания, предвиждайки, че той ще извърши големи дела.
Още преди да отиде в Торино, Филип одобрява брака между дъщерята на Карл I и Бианка Монфератска – Йоланда Лудовика и сина му Филиберт, което е опит за освобождаване на херцогството от влиянието на френската корона. В същото време обаче той не скъсва отношенията си с френския крал и остава доста предпазлив към император Максимилиан I от Хабсбургите. По повод на императорското идване в Италия през лятото на 1496 г. Филип му изпраща говорител, за да получи легитимиране на титлата си чрез инвеститура, предоставена му на 26 юли същата година.
Филип II се стреми към траен мир чрез дипломатически и политически действия с ясна антифренска насоченост. По време на Първата италианска война за независимост (1494 – 1495) той успява да убеди държавите от Антифренската лига, към която се присъединява, да му даде вместо военен контингент парична субсидия, за да устои на щедрите примамки на краля на Франция Шарл VIII, който го моли да вземе негова страна. Новата политика на Филип, целяща освобождаването на Савойското херцогство от всякаква чужда намеса, получава пълното одобрение на Генералните щати, доказателство за което са богатите дарове и похвали, която Филип получава на асамблеята от 8 юни 1496 г.
Филип умира от хеморагична криза в Шамбери на 7 ноември 1497 г. на 59 или на 53-годишна възраст след едва 17-месечно царуване, след като е придал на Савойския двор външно великолепие, равняващо се с най-големите в Европа. Той е хвален високо, защото се въздържа от отмъщение срещу многобройните си противници и защото, след като става суверен, успява да забрави за раните, които са му били нанесени като граф на Брес. Освен това не пропуска да извърши няколко забележителни реформи. Предоставя на Верчели и Кивасо укрепления, опитва се да възстанови реда във финансите на държавата, насърчава изграждането на канали и акведукти, които поверява на грижите на специален магистрат, а освен това е сред първите, които предпочитат благородници от Пиемонт за държавните служби и за дворцовите санове.
Филип II е погребан на 16 ноември 1497 г. в Абатство Откомб. През 2020 г. е запазен само неговият надгробен паметник, тъй като абатството е опустошено от якобинците, които унищожават тленните му останки заедно с тези на други савойски представители.

## Брак и потомство
Филип II се жени два пъти:
∞ 1. 6 април 1472 в замъка на Мулан за Маргарита дьо Бурбон (* 1438, † 24 април 1483, замъка на Пон д'Ен), втора дъщеря на Шарл I, 5-и херцог на Бурбон и на Оверн, и съпругата му Агнес Бурдундска (дьо Валоа). Имат трима сина и една дъщеря:
- Син († ок. 13 август 1475)
- Луиза Савойска (* 11 септември 1476, замъка на Пон д'Ен; † 25 септември 1531, замъка на Гре сюр Лоан[N 16]), майка на краля на Франция Франсоа I, мадам (от 1515), херцогиня на Бурбон (30 юни 1528 – 25 септември 1531); ∞ 16 февруари 1487 (договор) в Париж за Шарл Орлеански-Ангулем (* 1459, † 1 януари 1496, Шатоньоф ан Ангумоа[N 17]), граф на Ангулем,[N 18] от когото има син и дъщеря.
- Геролам Савойски (* 16 март 1478, † пр. 31 декември 1478)
- Филиберт Савойски Красивия (* 10 април 1480, замъка на Пон на д'Ен; † 10 септември 1504, замъка на Пон на д'Ен), 8-и херцог на Савоя с името Филиберт II Савойски и претендент за короната на Йерусалим (1497 – 1504), ∞ 1. 12 май 1496 (договор) за 9-годишната си братовчедка Йоланда Луиза Савойска (* 2 юли 1487, Торино; † 13 септември 1499, Женева), дъщеря на Карл I, 5-и херцог на Савоя и на Бианка Монфератска, от която няма деца 2. 2 декември 1501 в Роменмоатие[N 19] за Маргарита Австрийска (* 10 януари 1480, Брюксел; † 1 декември 1530, Малин[N 20]), вдовица на инфант Хуан Кастилски Арагон, управителка на Бургундска Нидерландия (1507 – 1515 и 1518 – 1530), дъщеря на Максимилиан I, херцог на Бургундия (1477), римско-немски крал (1486), ерцхерцог на Австрия (1493 – 1519) и император на Свещената Римска империя от (1508 – 1519) и първата му съпруга Мария Бургундска, херцогиня на Бургундия (Валоа).

∞ 2. 11 ноември 1485 за Клодин дьо Брос Бретанска (* ок. 1450; † 13 октомври 1513, Шамбери), дъщеря на Жан II дьо Брос, господар на Брусак и Сен Север, граф на Понтиевр, и съпругата му Никол дьо Блоа-Шатийон, графиня на Понтиевр и виконтеса на Лимож. Имат четири сина и две дъщери:
- Карл Савойски, нар. Добрия (* 10 октомври 1486, замък Шазе;[N 22] † 17 август 1553, Верчели), 9-и херцог на Савоя (1504) под името Карл III или Карл II Савойски, принц на Пиемонт, граф на Аоста, Мориен и Ница (1504 – 1553), граф на Асти (1531), титулярен крал на Кипър и Йерусалим, хранител на Пресветата плащаница; ∞ 26 март 1521 във Вилфранш[N 23] за инфанта доня Мария Беатрис Португалска (* 31 декември 1504, Лисабон; † 8 януари 1538, Ница), графиня на Асти (1531), дъщеря на португалския крал Мануел I, от която има шест сина и три дъщери, повечето починали в ранна детска възраст
- Лудвиг Савойски (* 1488, † 1502), приор в Гран Сан Бернардо
- Филип Савойски (* 1490; † 25 ноември 1533, Марсилия), приор в Гран Сан Бернардо, епископ на Женева (1495 – 1509, напуснал), барон на Фосини[N 5] маркграф на Салуцо, граф на Женева (1514), вероятен първи херцог на Немур
- Абсалон Савойски (*/† 1494)
- Йохан Амадей Савойски (*/† 1495)
- Филиберта Савойска (* нач. 1498, † 4 април 1524, замъка на Вирьо льо Гран), маркиза на Жекс,[N 4] херцогиня на Немур (1515), господарка на Фосано (от 1515) и на Малавал (от 1516), виконтеса на Бридиер,[N 24] господарка на Шана, Йен, Бурже, Модон и Сен Жулиан (в Савоя),[N 25] на Понсен[N 26] (1521), Сердон (1521),[N 27] Вирьо льо Гран,[N 28] Бия, Бруйер (в древна провинция Поату), Тур и Фле (в древна провинция Сентонж); ∞ 25 януари или 22 февруари 1515 за Джулиано II Медичи (* 12 март 1479, Флоренция; † 17 март 1516, Флоренция), херцог на Немур (1515), маркиз на Сораня, син на Лоренцо Великолепни и на втората му жена Клариса Орсини, от когото няма деца.

Има няколко извънбрачни деца:
От Либера Портонери († сл. 5 юни 1511 или 31 март 1525, Падуа) има двама сина и една дъщеря:
- Райнер Савойски-Вилар, нар. „Големи Извънбрачни Савойски“ (* ок. 1473; † 31 март 1525, Падуа), припознат (12 септември 1499, потвърдено от император Максимилиан I 14 октомври 1499), родоначалник на династическия клон Савоя-Вилар, граф на Вилар ан Брес[N 29] (22 февруари 1498), граф консорт на Танд (16 октомври 1509), губернатор на Ница, губернатор на Прованс, граф дьо Бофор (12 май 1519), ∞ 28 януари 1502 (договор) за Анна Ласкарис (* ноември 1487, † сл. 10 юли 1554), графиня на Танд. Имат двама сина и три дъщери.[10][11]
- Антония Савойска († пр. 21 юли 1500), ∞ 26 юни 1486 (договор) за Жан Грималди († ок. септември – декември 1468;† 10/11 октомври 1505, убит в Мантон), господар на Монако и Антиб като Жан II (1494), син на господаря на Монако Ламбер Грималди и съпругата му Клодина Грималди, господарка на Монако. Имат едно дете.
- Петър Извънбрачни Савойски († 1458), епископ на Женева.

От Бона ди Романяно има един син и три или четири дъщери:
- Филипина Савойска, вероятна първа съпруга на Лоренцо Великолепни (* 1 януари 1449, Флоренция; † 8 април 1492, Вила де Кареджи, Флоренция), господар на Флорентинската република[12]
- Клодина Савойска († 2 април или 2 май 1528), ∞ 4 септември 1514 (договор) като втора съпруга за Якоб [III], граф ван Хорне († 15 август 1531), син на Якоб [II], граф ван Хорне и на втората му съпруга Йонаха ван Груутхузе
- Маргарита Савойска, нар. „Маргарита Женевска“, придворна дама на херцогиня Бианка Монфератска, ∞ за Феридо (Фериоло) Коста ди Киери, господар на Полонгера, граф на Ариняно, викарий на Мондови
- Джована Савойска
- Михаил Савойски († сл. 28 януари 1501), апостолически служител.[13]

## Обяснителни бележки
1. ↑  Дн. местност Божé в град Боже ан Анжу (Baugé-en-Anjoux) в деп. Мен е Лоар, град Валбон (Valbonne) в деп. Прованс-Алпи-Лазурен бряг и село Монревел (Montrevel) в деп. Изер, дн. Франция.
2. ↑  Бюже (Bugey) – географски и исторически район между Лион (дн. Франция) и Женева (дн. Швейцария).
3. ↑  Древна провинция Гийен (Guienne) със столица Бордо, дн. Франция.
4. 1 2  Дн. град Жекс (Gex) в деп. Ен, Франция.
5. 1 2  Фосини (Faucigny) е малък френски природен регион и една от шестте исторически провинции на Савоя, разположени в центъра на дн. деп. От Савоа, Франция.
6. ↑  Част от днешна Архиепископия Шамбери, Св. Йоан от Мориен и Тарантез (на латински: Archidioecesis Camberiensis, Maurianensis et Tarantasiensis), която е седалище на Католическата църква във Франция и е подчинена на Архиепархията на Лион.
7. ↑  Съответно дн. градче Баже ла Вил (Bâgé-la-Ville) в деп. Ен, град Валбон (Valbonne) в деп. Алпи-Лазурен бряг и област Рьовермон (Revermont) в деп. Ен, дн. Франция.
8. ↑  Херцог Лудвиг Савойски дава тази инвеститура 4 год. по-рано на първородния си син Амадей IX Савойски и може би поради това Филип получава прякора „Безземни“. Прозвището е непознато за съвременниците му и се разпространява едва от 16 век: в официалните документи, преди да стане херцог Филип, е наричан „Монсиньор на Брес“, Renata Crotti Pasi - Dizionario Biografico degli Italiani - Volume 47 (1997)
9. ↑  Съответно дн. град Бордо (Bordeaux); древен административен район на Франция Лимузен (Limousin), Перигор (Périgord) – исторически френски регион, съответстващ на стар окръг, грубо обхващащ дн. френски деп. Дордон; Карси (Quercy) – древна провинция върху варовиковито плато на Кос (Causses du Quercy) и прилежащите долини, разположени в дн. деп. Лот, в северната половина на деп. Тарн е Гарон и в няколко общини в деп. Дордон, Корез и Аверон; село Тюран (Turenne) в деп. Корез; Арманяк (Armagnac) - стар окръг на провинция Гаскон и природен регион, разположен главно на територията на дн. деп. Жерс и източно от деп. Ланд, Франция.
10. ↑  Шато дьо Рувър (Château de Rouvres) е стар укрепен замък от XII век, чиито руини се намират в градчето Рувър ан Плен (Rouvres-en-Plaine), деп. Кот-д'Ор, Франция.
11. ↑  Дофине е историческо и културно образувание. Заема древната провинция Виеноа, разположена в югоизточния квадрант на дн. Франция. Дофине дьо Виеноа е била държава под властта на графовете на Албон, които са взели титлата „дофин“.
12. ↑  Дн. градче Ла Кот Сент Андрè (La Côte-Saint-André) в деп. Изер, Франция.
13. ↑  Т. нар. „Венецианска лига“ от 31 март 1495 г., в която влизат Миланското херцогство (Лудовико Сфорца), Венецианската република, Кралство Испания (Фердинандо II Арагонски), Папската държава (папа Александър VI), Република Флоренция, Кралство Англия, Херцогство Мантуа и Свещената Римска империя (Максимилиан I).
14. ↑  Днешен френски град Мулан (Moulins), нар. още и Молан сюр Алие (Moulins-sur-Allier), в деп. Алие.
15. ↑  Шато дьо Пон д'Ен (Château de Pont-d'Ain) – замък от 15 век, преустроен през 16 век и модифициран през 19 век, в древното Господарство Пон д'Ен, днешен френски град Пон д'Ен в деп. Ен.
16. ↑  В днешното френско градче Гре сюр Луан (Grez-sur-Loing), нар. в миналото Гре сюр Гатине (Grez-en-Gatinais) в деп. Сен-е-Марн.
17. ↑  Днешно френско градче Шатоньоф сюр Шарант (Châteauneuf-sur-Charente) в деп. Шарант.
18. ↑  Днешен френски град Ангулем (Angoulême) в деп. Шарант.
19. ↑  Дн. село Роменмоатие Онви (Romainmôtier-Envy) в кантон Во, Швейцария.
20. ↑  Днешен белгийски град Малин (Malines, на нидерландски: Mechelen) в пров. Анверс.
21. ↑  Графство Понтиевр (Comté de Penthièvre) е името на крепост в Бретан, разположена северно от херцогството, между Сен Мало (Saint-Malo) и Сен Брюк (Saint-Brieuc). Херцог Ален III Бретански дава графството като апанаж на брат си Еудес през 1035 г., който по този начин създава кадетска линия на Дом Бретан.
22. ↑  Шато дьо Шазе сюр Ен (Château de Chazey-sur-Ain) е в днешното френско градче Шазе сюр Ен (Chazey-sur-Ain), деп. Ен.
23. ↑  Днешното френско градче Вилфранш сюр Мер (Villefranche-sur-Mer) в деп. Алп Маритим.
24. ↑  Бридиер (Bridiers) – местност източно от градчето Ла Сутерен (La Souterraine) в деп. Крьоз, Франция.
25. ↑  Дн. градче Шана (Chanas) в деп. Изер; дн. градче Иен (Yenne) в деп. Савоа; Le Bourget е дн. село Вилароден Бурже (Villarodin-Bourget) в деп. Савоа, Модон (Modon) е ? и Saint-Julien е дн. град Сен Жулиан ан Женевоа (Saint-Julien-en-Genevois) в деп. От Савоа, Франция.
26. ↑  Дн. градче Понсен (Poncin) в деп. Ен, Франция
27. ↑  Дн. село Сердон (Cerdon) в деп. Ен, Франция
28. ↑  дн. село Вирьо льо Гран (Virieu le Grand) в деп. Ен, Франция.
29. ↑  Дн. градче Вилар ле Домб (Villars-les-Dombes) в деп. Ен, Франция.

## Библиографски бележки
1. ↑  www.google.fr
2. ↑  www.google.fr
3. ↑  Enciclopedia Genealogica del Mediterraneo. Savoia //   Посетен на 13.5.2020. (на италиански)
4. 1 2 3 4 5 6 7 8 9 10 11  Croti Pasi, Renata. Filippo II, duca di Savoia //  Dizionario Biografico degli Italiani 47.   1997.
5. ↑  Cognasso, Francesco. I Savoia.   Milano, Corbaccio. с. 280. (на италиански)
6. 1 2  Cognasso, Francesco. I Savoia.   Milano, Corbaccio. с. 281. (на италиански)
7. ↑  Cognasso, Franscesco. I Savoia.   Milano, Corbaccio. с. 286.
8. ↑  Cognasso, Francesco. I Savoia.   Corbaccio. с. 287. (на италиански)
9. 1 2 3  Storiologia.it. Filippo II Biografia //   Посетен на 29.4.2020. (на италиански)
10. ↑  Comtes de Tende, Marquis de Villars //   Посетен на 29.4.2020. (на английски)
11. ↑  Gioffredo, Pietro. Storia delle Alpi marittime. Libri 26, Volume 7. с. 259 твърди, че Ренато е син на Бона ди Романяно
12. ↑  MedLands. Piero il Gottoso //   Посетен на 2023-5-23.
13. ↑  PHILIPPE de Savoie //   Посетен на 28.4.2020. (на английски)